# Ryszard Ronczewski

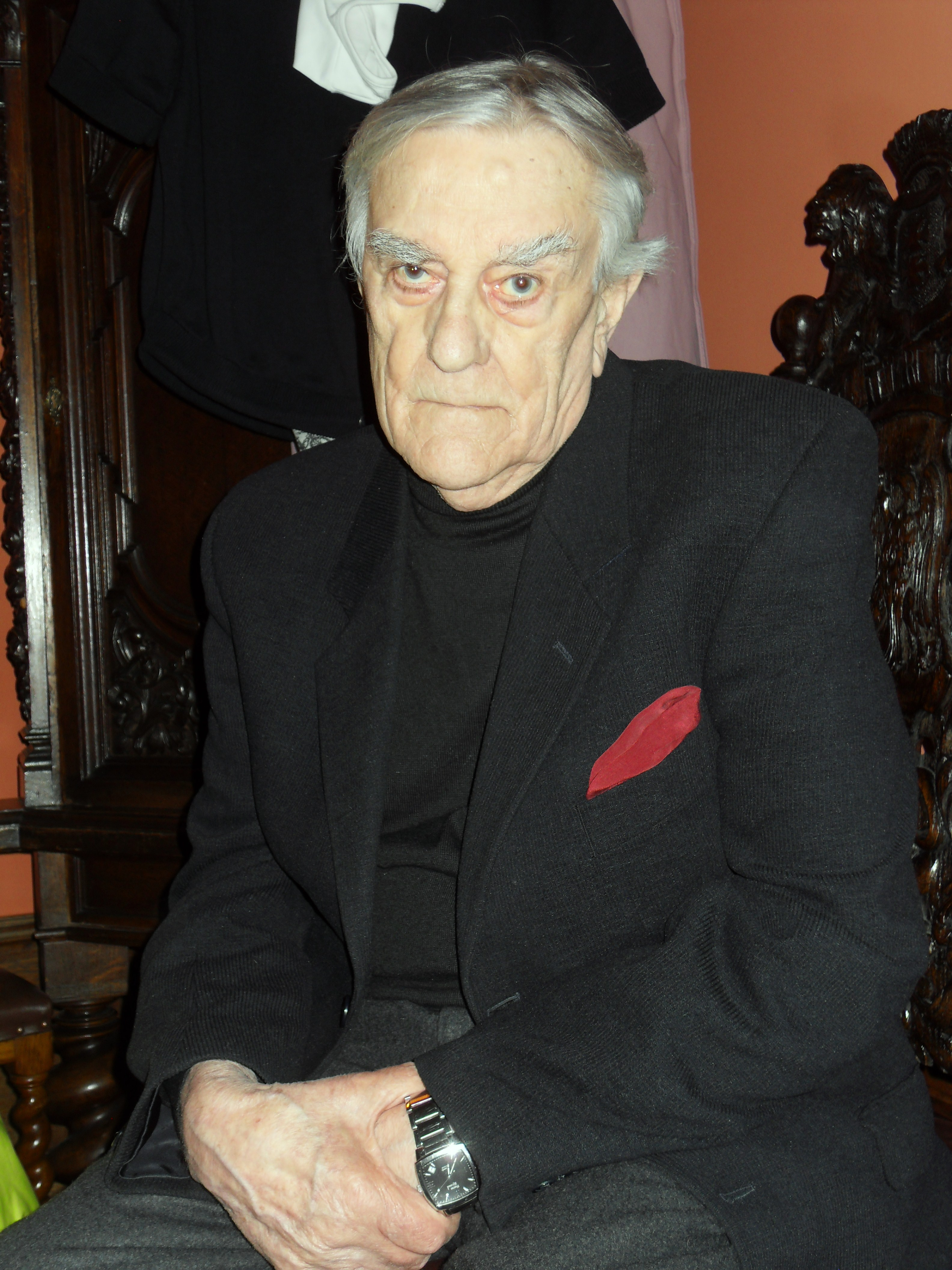
Ryszard Ronczewski, 2015

Ryszard Ronczewski (* 27. Juni 1930 in Puszkarnia bei Wilna; † 17. Oktober 2020 in Sopot) war ein polnischer Schauspieler.

## Leben
Ryszard Ronczewski erhielt seine Schauspielausbildung an der Schauspielschule in Łódź. Er schloss das Studium 1956 ab und gab im gleichen Jahr sein Theaterdebüt am Teatr Nowy in Łódź. Nach einem Abstecher zur Operette Warschau kam er 1960 nach Sopot und arbeitete für das dortige internationale Songfestival. Von 1970 bis 1974 war er der künstlerische Leiter des Festivals. Als Schauspieler war er ab 1966 am Teatr Wybrzeże in Danzig engagiert. Nach Unterbrechungen durch Regie- und Schauspielarbeiten am Teatr Muzyczny in Gdynia kehrte er 1986 als festes Ensemblemitglied an die Danziger Bühne zurück und gehörte seitdem ununterbrochen zum Ensemble.
Sein Filmdebüt gab er noch als Schauspielschüler im Jahr 1955. Ronczewski war danach regelmäßig in kleineren Rollen in Filmen zu sehen. 2007 übernahm er die Hauptrolle eines ehemaligen KZ-Häftlings in der deutsch-polnischen Produktion Am Ende kommen Touristen von Robert Thalheim. Der Film lief in einer Nebenreihe der Filmfestspiele von Cannes 2007. In der Fernsehkrimiserie Im Angesicht des Verbrechens, gesendet auf arte im Frühjahr 2010, spielte er eine Nebenrolle unter der Regie von Dominik Graf.
Im Spielfilm Kaddisch für einen Freund (2012) spielte er einen alten russischen Juden.
Er starb am 17. Oktober 2020 in Sopot an den Folgen von COVID-19.

## Filmografie (Auswahl)
- 1955: Atlantische Erzählung (Opowieść atlantycka)
- 1956: Der Mann im Frack (Nikodem Dyzma)
- 1956: Berge brennen (Podhale w ogniu)
- 1957: Drei Frauen (Trzy kobiety)
- 1957: Das wahre Ende des großen Krieges (Prawdziwy koniec wielkiej wojny)
- 1958: Eva will schlafen (Ewa chce spać)
- 1960: Die Kreuzritter (Krzyżacy)
- 1960: Das schielende Glück (Zezowate szczęście)
- 1961: Samson
- 1960: Der Teufel der 10. Klasse (Szatan z siódmej klasy)
- 1960: Als der Tag begann (Rok pierwszy)
- 1961: Allerseelen (Zaduszki)
- 1962: Die zwei Monddiebe (O dwóch takich, co ukradli Księżyc)
- 1963: Tod eines Taxifahrers (Ostatni kurs)
- 1965: Die Handschrift von Saragossa (Rękopis znaleziony w Saragossie)
- 1966: Heilmittel gegen Liebe (Lekarstwo na miłość)
- 1966: Pharao (Faraon)
- 1967: Der Erpresser in kurzen Hosen (Bicz Boży)
- 1967: Volldampf voraus (Cala naprzód)
- 1967: Westerplatte
- 1968: Wolfsecho (Wilcze echa)
- 1970: Die Fähre (Prom)
- 2001: Das Paradies kommt morgen (Jutro będzie niebo)
- 2003: Die Wikinger – Angriff der Nordmänner (Stara baśń. Kiedy słońce było bogiem)
- 2005: Unkenrufe – Zeit der Versöhnung
- 2007: Am Ende kommen Touristen
- 2010: Im Angesicht des Verbrechens (Fernsehserie, 6 Folgen)
- 2012: Kaddisch für einen Freund
- 2013: Westen
- 2015: Unter Verdacht – Grauzone (Fernsehreihe)